# Capital (política)

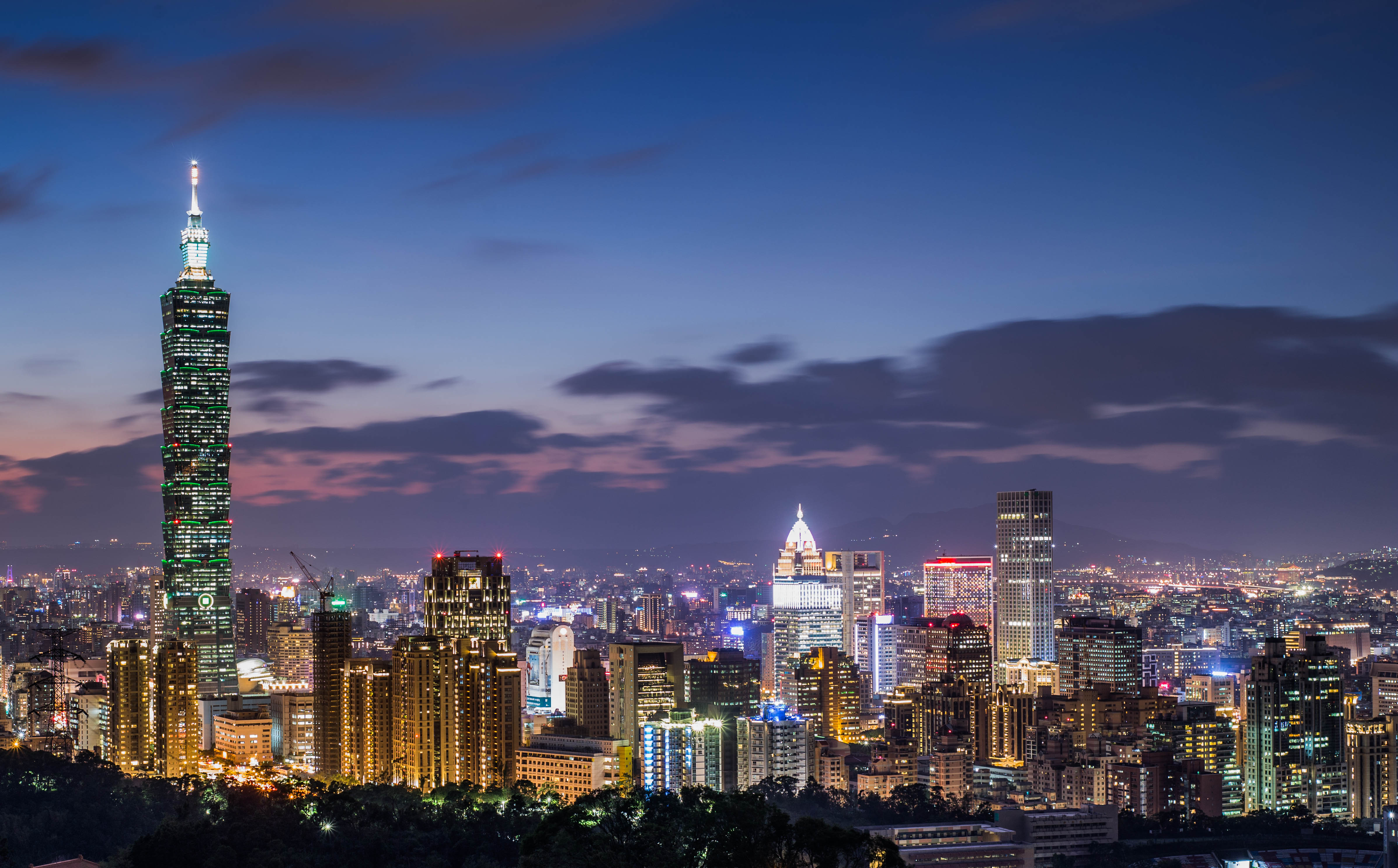
Taipéi, capital de la República de China.

Una capital (del latín caput, capitis, 'cabeza') es la ciudad o localidad donde residen el gobierno central, los miembros y todos los órganos supremos del Estado; según los países, las capitales pueden existir en diferentes niveles o jerarquías y determinadas a nivel subnacional como de: provincias, departamentos, estados, etc.
En otro sentido, una capital en una ciudad puede representar la preeminencia en un campo social, económico, cultural o de otra índole (por ejemplo Milán es la capital de la moda y, en otro caso, Jerez la capital del vino).
En urbanismo también se denomina capital o cabecera al centro urbano (pueblo, villa, ciudad), siendo denominada así por su carácter económico-administrativo, normalmente agrupándolo en diversas competencias para su mejor gestión.
Los medios de comunicación a menudo usan el nombre de una ciudad capital como un nombre alternativo para el gobierno del país del que es la capital, como una forma de metonimia. Por ejemplo, «relaciones entre Washington y Londres» se refieren a «relaciones entre los gobiernos de Estados Unidos y el Reino Unido».

## Historia

### Europa

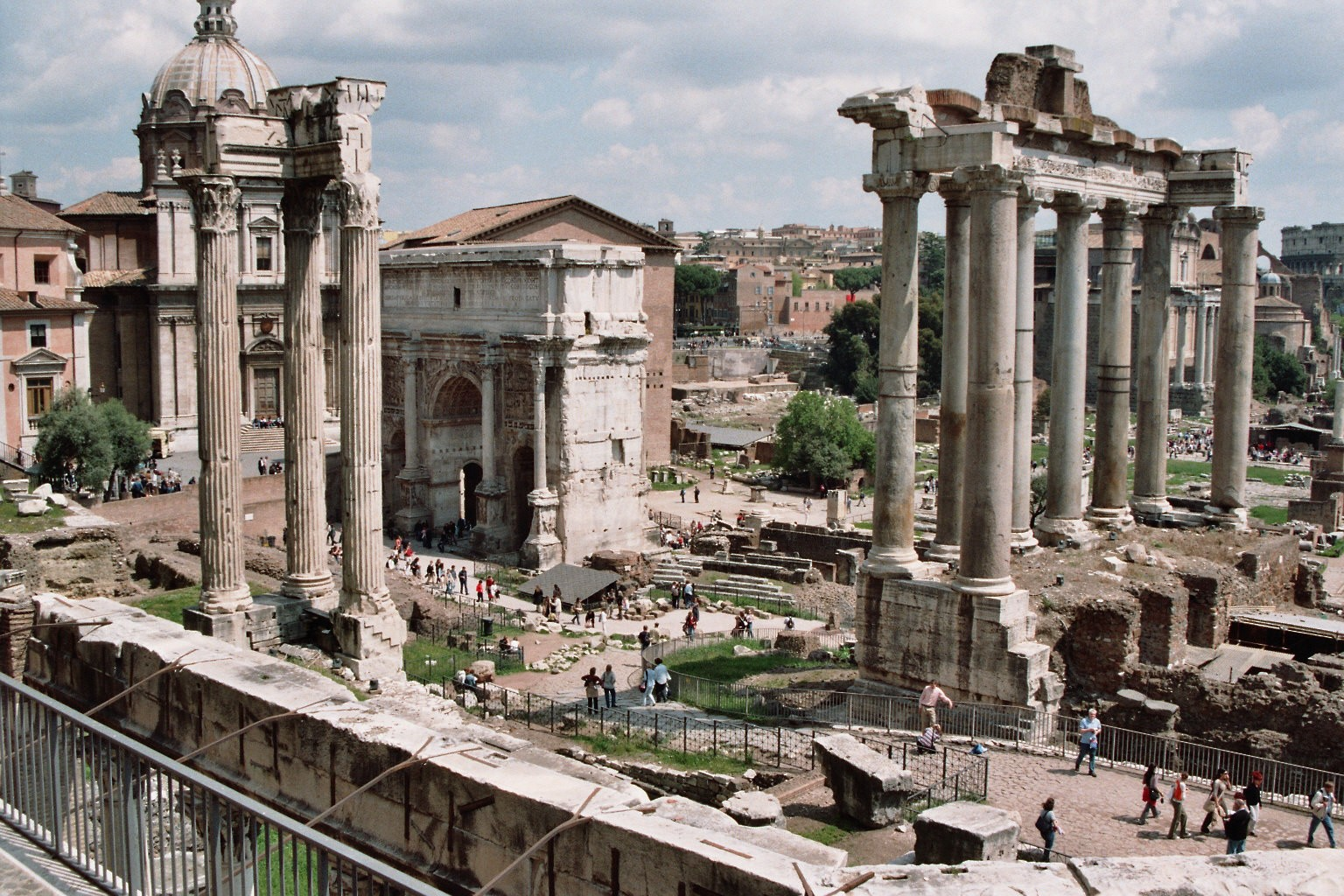
Antigua Roma, capital del Imperio romano.

Tras la disolución del Imperio romano y las invasiones germánicas, la Alta Edad Media presencia el asentamiento del Imperio carolingio, el Califato de Córdoba, el Sacro Imperio, los Estados Pontificios y el Imperio bizantino. Todos ellos poseían capitales indiscutibles (Aquisgrán, Córdoba, Fráncfort del Meno, Roma y Constantinopla). Siglos más tarde, la disolución de esos Estados es evidente; mientras tanto el concepto de capital no es funcional para la Baja Edad Media, ni siquiera para Londres o París. (La capital moderna no siempre existió: en la Europa occidental medieval, una forma migratoria de gobierno era más común: la corte itinerante).
Aunque eran las ciudades de referencia de las más poderosas monarquías feudales: Inglaterra y Francia, sus reyes estaban siempre viajando por sus reinos, atendiendo a las guerras o cualquier asunto político o dinástico, y muchas veces ni la controlaban, sobre todo con la guerra de los Cien Años y luego la guerra de las Dos Rosas. Tampoco es válida para el caso más extremo: Roma (con el Cisma de Occidente el papa estaba en Aviñón o incluso en Peñíscola).

### Asia
En Asia mientras, se encontraba el Imperio mongol, el Califato abasí y las dinastías Sui, Tang y Son, de China, presenciaba capitales indiscutibles (Chang'an, Bianjing, Bagdad).
El rey más célebre es Timur por parte del Califato abasí y Gengis Kan por parte del Imperio mongol.

## Características
Es común que la capital también sea el centro cultural y económico de su área territorial, o que sea la ciudad más poblada, pero no siempre es así. Por ejemplo, la ciudad de Nueva York es la ciudad más grande de Estados Unidos, pero no es ni siquiera capital de su estado homónimo, ya que lo es Albany. Casos semejantes se repiten por todo el mundo.

## Tipos de capitales
Hay diferentes tipos de capitales:

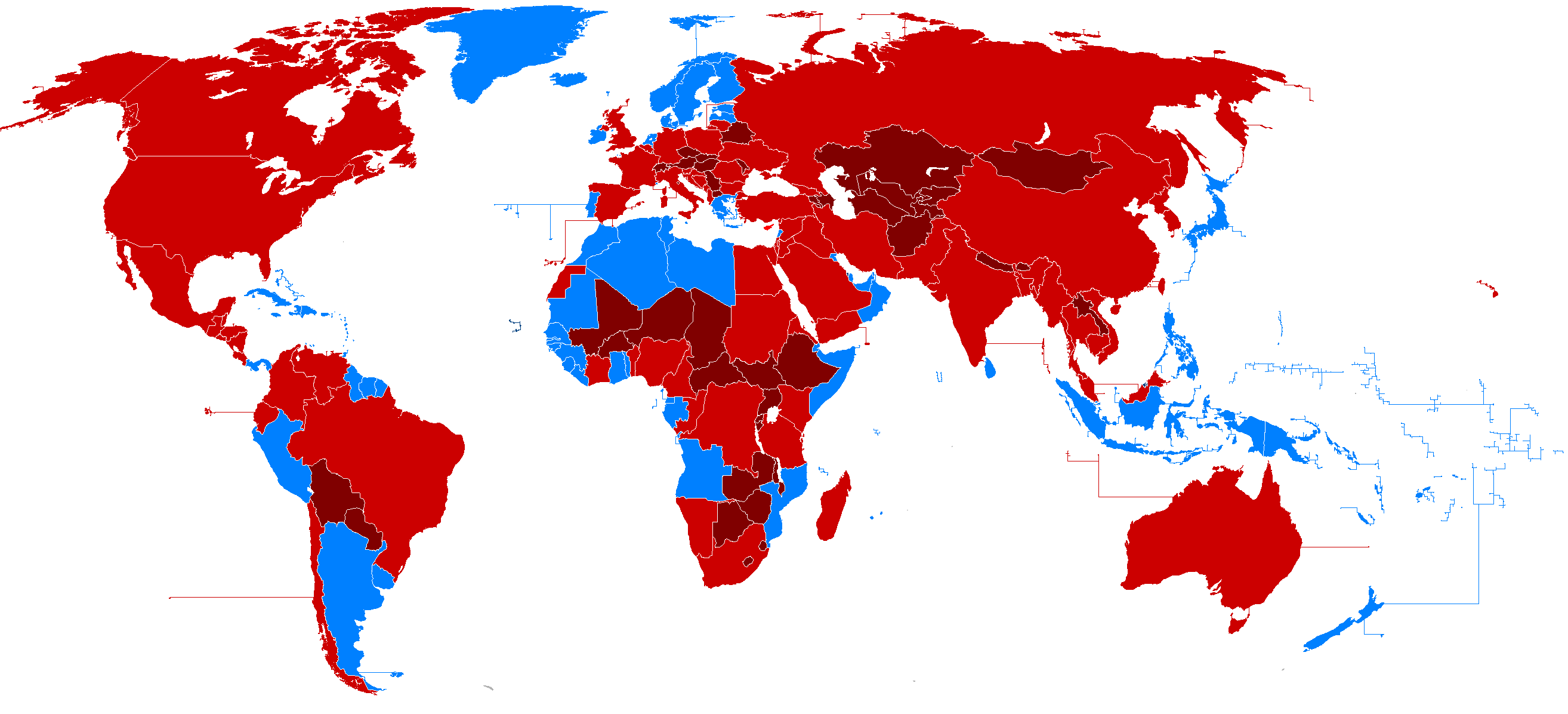
Países cuya capital se encuentra en la costa
Países cuya capital no se encuentra en la costa
Países sin costa

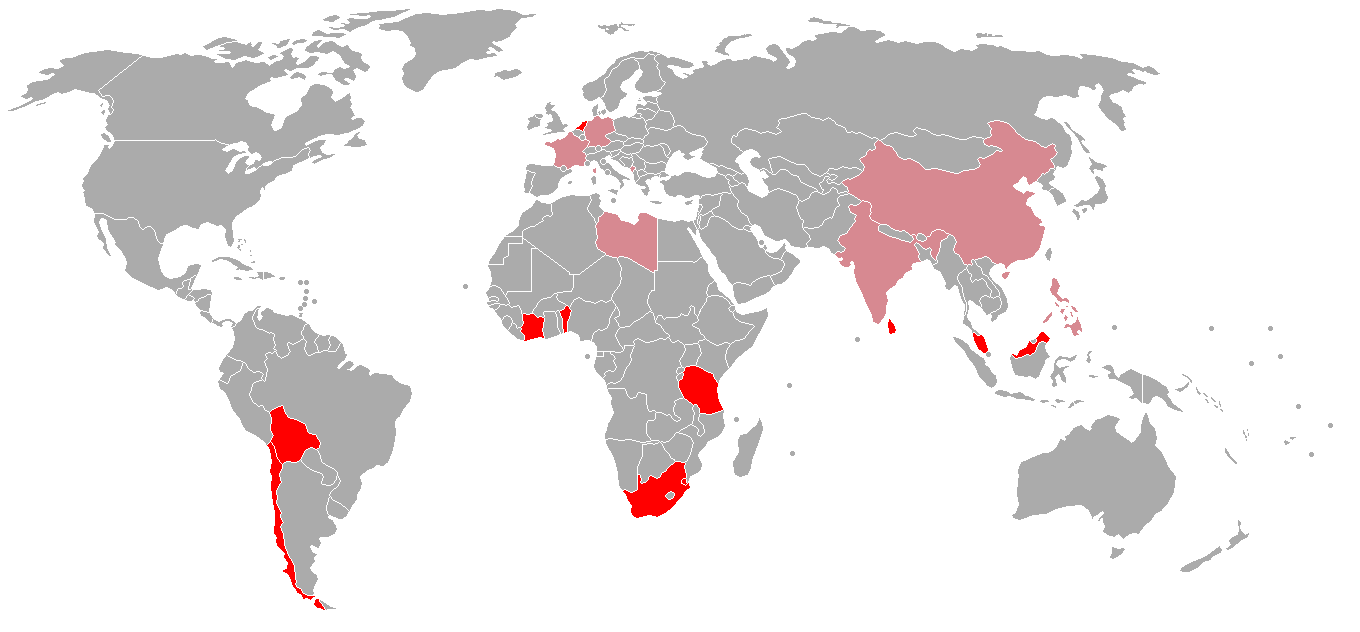
Países con más de una capital en el presente
Países con más de una capital en el pasado

- Capital administrativa: albergan las oficinas y los ministerios del gobierno y, en general, la administración del Estado (Pretoria en Sudáfrica; Sejong en Corea del Sur; Putrajaya en Malasia; La Paz en Bolivia).
- Capital judicial: donde solo está el Tribunal Supremo (Sucre en Bolivia; Brno en la República Checa; Bloemfontein en Sudáfrica).
- Capital legislativa: donde está la sede del Parlamento (Valparaíso en Chile; Ciudad del Cabo en Sudáfrica).
- Capital oficial: la que la Constitución considera como tal (Yamusukro en Costa de Marfil; Ámsterdam en Países Bajos; Sucre en Bolivia, Jerusalén en Israel).
- Capital oficiosa: toda aquella que no es capital del Estado, pero que funciona como si lo fuera (Cotonú en Benín; Brades en Montserrat; La Haya en Países Bajos, Tel Aviv en Israel)
- Capital real: donde está la residencia de la familia real (Lobamba en Suazilandia).

### Casos especiales de capitalidad

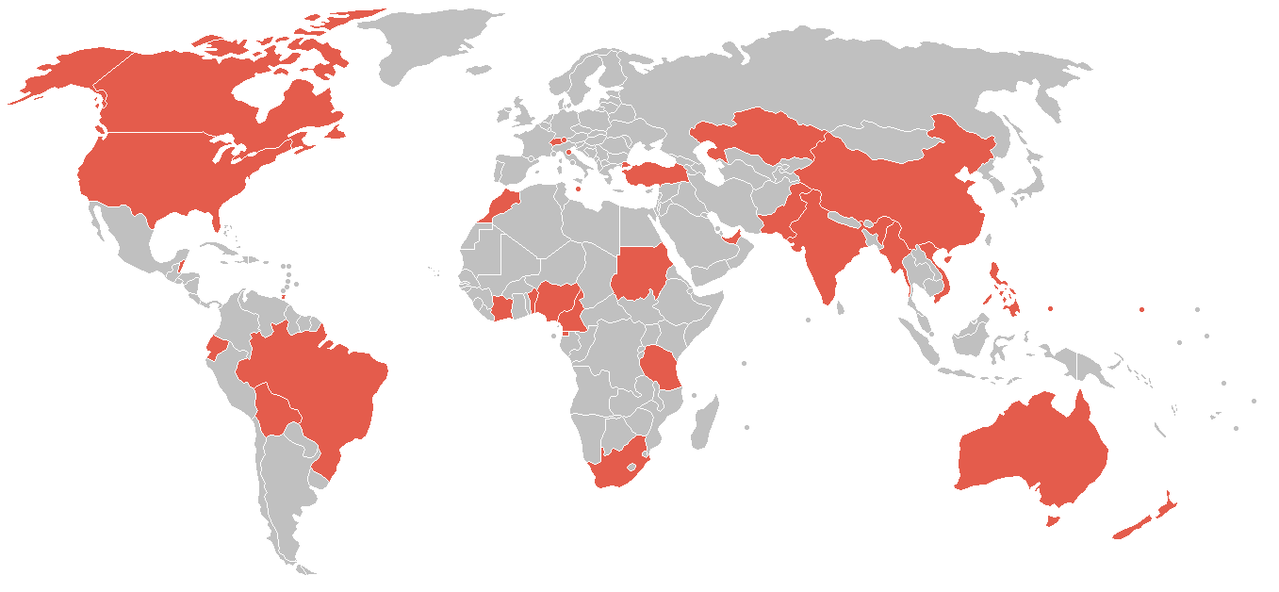
Países cuya capital no es la ciudad más poblada.

Es muy difícil cambiar o trasladar una capital de una ciudad a otra, pues aquella que es la actual capital se resiste a perder importancia e influencia en los asuntos nacionales. Pero muchas veces, priman los intereses nacionales por sobre los intereses locales. Ante la necesidad de cambiar la capital de sede, los países han buscado diversas soluciones:
- Alemania: la capital, históricamente, ha sido Berlín. Tras la derrota en la II Guerra Mundial, Alemania quedó dividida en dos zonas: Alemania Occidental (bajo influencia estadounidense) y Alemania Oriental (bajo influencia soviética). Iba a ser una división temporal, pero la Guerra Fría hizo que se prolongara por décadas. Alemania Occidental fijó su capital en Bonn. Con la caída del muro del Berlín, en 1989, y la unificación del país, la capital regresó a Berlín al año siguiente, pero algunos ministerios quedaron en Bonn para contentar a sus habitantes, preocupados por la pérdida de importancia de su ciudad.

- Argentina: a finales del siglo XIX, la ciudad de Buenos Aires era capital de Argentina, y al mismo tiempo, capital de la provincia de Buenos Aires. Como la superposición de funciones provocaba roces, en 1880 la ciudad de Buenos Aires fue segregada de la provincia de Buenos Aires y declarada Capital Federal de la República Argentina. Para la provincia de Buenos Aires se creó una nueva capital: La Plata.

- Australia: a finales del siglo XIX, dos ciudades se disputaban ser la capital del país, Sídney y Melbourne. El gobierno australiano optó por una solución salomónica: ni una ni otra, sino una ciudad equidistante de las dos, Canberra.

- Bolivia: Durante los primeros años de la república de Bolivia, las ciudades de La Paz y Chuquisaca, pugnaban en ser la capital del país. Hasta que el 12 de julio de 1839, durante la presidencia de José Miguel de Velasco, se promulga "la ley de radicatoria", donde se declara a la ciudad de Chuquisaca como la capital de Bolivia y establece el cambio de nombre a ciudad de Sucre.[5] A pesar de la promulgación de esta "ley de radicatoria", durante el siglo XIX, entre los años 1825 y 1898, la sede del poder político de Bolivia no fue definitivo y variaba en función del gobierno de turno, se tuvieron como sede de gobierno a diversas ciudades como ser Sucre, La Paz, Cochabamba y Oruro.[6] A partir del año 1898 el poder político se traslada de manera definitiva a la ciudad de La Paz, a consecuencia de la guerra federal. Actualmente la ciudad de La Paz, alberga con el denominativo de Sede de Gobierno y Capital Administrativa a los poderes Ejecutivo, Legislativo y Electoral. En cambio en la ciudad de Sucre, se encuentra la sede del poder judicial. Sucre también es reconocida como la capital de Bolivia en su actual constitución política del estado vigente.[7]

- Brasil: a mediados del siglo XX el gobierno brasileño veía con preocupación que el progreso económico de la nación, y gran parte de la población, se concentraba excesivamente en el sureste. A fin de desarrollar el interior, en 1960 la capital fue trasladada de Río de Janeiro a una nueva y ultramoderna ciudad, construida en el Cerrado, Brasilia.

- Costa Rica: su primera capital desde tiempo colonial fue la ciudad de Cartago, pero esta ciudad perdió la capitalidad tras resultar derrotada en la guerra de Ochomogo librada entre republicanos y monárquicos en 1823. Más complejo aún fue la promulgación en 1833 de la llamada Ley de la Ambulancia que hacía rotar la capitalidad del país entre las cuatro ciudades constituyentes (Alajuela, Heredia, Cartago y San José) cada cuatro años, la cual fue derogada por Braulio Carrillo quien erigió como nueva capital la ciudad "neutral" de San Juan del Murciélago (hoy Tibás). Decisión que provocó la segunda guerra civil costarricense o guerra de la Liga de la cual emergió victorioso San José manteniendo la capital en dicha ciudad hasta la fecha.

- Honduras: durante toda la dominación hispánica en América, las distintas entidades político-administrativas que representó lo que hoy es Honduras tuvieron su sede en Comayagua. No obstante, esta población tenía una rival: Tegucigalpa. En el siglo XIX, cuando Honduras pasó a ser una república independiente, ambas localidades se disputaron la capitalidad de la nación, hasta que en 1880, el presidente de entonces, Marco Aurelio Soto, decidió trasladar, casi en secreto, el título de capital de Comayagua a Tegucigalpa. Actualmente, Tegucigalpa ostenta la capitalidad junto a Comayagüela con el nombre oficial de Municipio del Distrito Central.[8]

- México: inicialmente la capital del país fue la Ciudad de México. Sin embargo, después de la independencia mexicana y la caída del primer imperio se desató una guerra civil en 1858. El gobierno conservador tenía como mandatario a Félix María de Zuloaga y tomó ese año Ciudad de México. El gobierno liberal tenía al presidente Benito Juárez, y así la capital se trasladó temporalmente a la Ciudad de Veracruz. El partido Liberal salió victorioso en 1861 y la capital regresó a la Ciudad de México ese año, manteniéndose en esa ciudad hasta la actualidad.

- Nicaragua: un caso muy similar a la australiana. Durante la época hispánica, la actual Nicaragua fue una provincia con distintas competencias a lo largo del tiempo dentro del Reino de Guatemala. La sede de los poderes políticos fue siempre en esta época León. Pero Granada fue una ciudad de igual importancia a aquella y siempre hubo disputas por la hegemonía en el territorio entre ambas. Cuando Nicaragua se convirtió en república independiente, ambas poblaciones entraron en una larga disputa por la capitalidad del país. El Estado decidió terminar con esa riña estableciendo la capital en Managua, una localidad ubicada a medio camino entre aquellas ciudades, la cual poseía poca importancia en aquella época.

- Países Bajos: la capital oficial y constitucional de los Países Bajos es Ámsterdam, pero la sede del gobierno, de los ministerios, de ambas cámaras del parlamento, todas las embajadas, la corte suprema y la residencia real es La Haya.

- Perú: en 1535 después de la conquista española del Imperio Inca se funda la Ciudad de los Reyes como capital del Virreinato del Perú. Más tarde adoptaría el nombre de Lima y tras la independencia continuaría como capital del país. Sin embargo, en la actualidad Cuzco antigua capital del Imperio Inca es reconocida oficialmente como "Capital histórica".

- Polonia: la capital, históricamente, ha sido Gniezno (traducción al polaco "nido" o "de nido de águila"). En 1039/1040 el Rey de Polonia, Casimiro I el Restaurador trasladó la capital a Cracovia. En 1596 rey Segismundo III Vasa trasladó la capital de Cracovia a Varsovia.

- Sudáfrica: es el único país del mundo que tiene tres capitales: Pretoria (administrativa), Ciudad del Cabo (legislativa) y Bloemfontein (judicial). Esto es así a causa del acuerdo político que se alcanzó, tras la Guerra Anglo-Bóer, a fin de lograr que los dos estados bóeres, Orange y Transvaal, se unieran con las colonias británicas del Cabo y Natal, para formar la Unión Sudafricana.

- Turquía: la capital era Estambul, pero en 1923, los revolucionarios que establecieron la república trasladaron la capital a Ankara. A pesar de ello, las administraciones del senado y las administraciones del gobierno residen en Estambul.

### Casos regionales
- Canarias (España): Antes de crearse las comunidades autónomas en España, la capital de facto era San Cristóbal de La Laguna. Al constituirse la comunidad autónoma en 1982 se estableció la capitalidad compartida entre las dos capitales provinciales, Santa Cruz de Tenerife y Las Palmas de Gran Canaria.[9][10] Actualmente existe un equilibrio de instituciones entre ambas capitales; de hecho, Canarias es la única comunidad autónoma de España que posee dos capitales.
- Departamento de Lima (Perú): A pesar de que Lima es la capital departamental, realmente desde 2002 es Huacho donde se encuentra la sede del Gobierno Regional de Lima.
- Bolívar (Colombia): A pesar de que el distrito de Cartagena de Indias es la capital departamental, realmente desde 2016 es Turbaco donde se administra y se encuentra la gobernación del departamento de Bolívar.
- Castilla-La Mancha (España): Pese a no tener una capital declarada, la sede de la Junta de Castilla-La Mancha se encuentra en Toledo.
- Extremadura (España): La capital y sede de la Junta de Extremadura se encuentra en Mérida, no obstante, la Delegación del Gobierno se encuentra en Badajoz.
- Galicia (España): La capital es Santiago de Compostela, aunque la Delegación del Gobierno se localiza en La Coruña.

### Capitales que no son sede de Gobierno

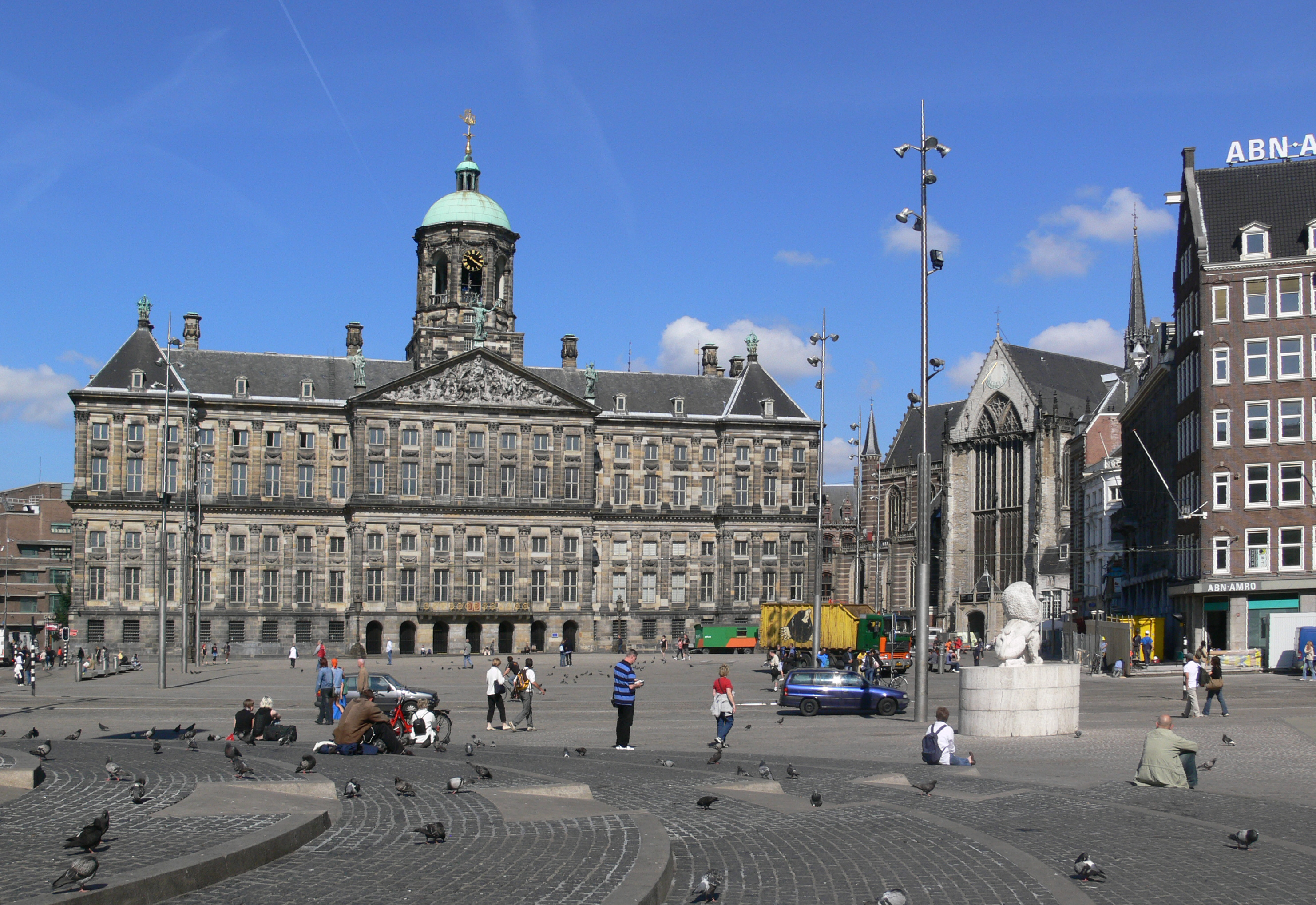
Ámsterdam, capital de Países Bajos.

- Benín: Porto Novo es la capital oficial, pero Cotonú es la sede de Gobierno.
- Bolivia: Sucre es la capital constitucional, pero la sede de gobierno está en La Paz.
- Costa de Marfil: Yamusukro fue designada capital en 1983, pero la mayoría de las oficinas de gobierno y embajadas están aún en Abiyán.
- Países Bajos: Ámsterdam es la de capital constitucional nacional, pero el gobierno nacional, el Parlamento, el Tribunal Supremo y el palacio residencial del rey se encuentran en La Haya.
- Malasia: Kuala Lumpur es la capital de la Federación de Malasia y la capital nacional legislativa, pero el gobierno nacional se encuentran en Putrajaya.
- Corea del Sur: Sejong es una ciudad que funciona de facto como la capital administrativa del país. Sin embargo, Seúl legalmente sigue siendo la capital constitucional, pero se espera que esta última quede siendo la Capital Legislativa.

## Nuevas capitales en construcción
- Oyala-Ciudad de la Paz: ubicada en la zona continental de Guinea Ecuatorial.
- Nusantara: ubicada en la isla de Borneo, en Indonesia.
- Nueva Capital Administrativa: se encuentra a 45 km de la actual capital de Egipto y aun sin nombre oficial.
- Ramciel: estará ubicado en el centro de Sudán del Sur.